# Zygaena filipendulae
Zygaena filipendulae, красик шостиплямий — вид метеликів родини строкаток. Поширені в Європі та Західному Сибіру.
Видова назва filipendulae перекладається як «гадючникова», хоча гусениці цього виду живляться лише на рослинах родини бобових. Гемолімфа строкатки містить ціаногенні глікозиди, зокрема лотавстралін і лінамарін, які комаха отримує з кормових рослин та які захищають її від хижаків. Zygaena filipendulae виступає важливим запилювачем плодоріжки пірамідальної на острові Булл поблизу Дубліна в Ірландії. 
Дає одне покоління на рік. Метелики літають з червня по серпень. Активні вдень, в сонячну погоду. Зимує на стадії гусені. Серед паразитоїдних їздців, що розвиваються в гусеницях, виявлені Cotesia zygaenarum (Braconidae), Gelis agilis і Mesochorus velox (Ichneumonidae), Elasmus platyedrae і Pediobius sp. (Eulophidae), Eupelmus vesicularis (Eupelmidae) і Brachymeria tibialis (Chalcididae). Гусінь заляльковується навесні у коконах, які відкрито кріпить до стебела трав'янистих рослин, іноді до дерев.
Метелик поширений в Західній Азії та Європі, на початку XXI століття швидко розширює свій ареал у її північних регіонах.
Охороняється регіонально в РФ, внесений до Червоної книги Мордовії та міста Москва.